# كاسيوس أوريليوس بون
كاسيوس أوريليوس بون هو سياسي أمريكي، ولد في 2 فبراير 1850 في Haywood, North Carolina ‏ في الولايات المتحدة، وتوفي في 11 ديسمبر 1917 في أورلاندو في الولايات المتحدة. نشط حزبياً في الحزب الديمقراطي. وقد انتخب Mayor of Orlando, Florida ‏ (1882 – 1883).